# 三職推任問題
三職推任問題（さんしょくすいにんもんだい / さんしきすいにんもんだい）とは、天正10年（1582年）4月25日、5月4日両日付けの勧修寺晴豊の日記『晴豊公記』（天正十年夏記）の記事の解釈を巡る問題と、その論を立脚点とした織田政権の将来構想や本能寺の変の背景に対する考察を含む、日本の歴史学上の論争である。

## 背景と概要
織田信長は尾張時代には上総介を自称し、今川義元を破った後は尾張守を称していたものの、朝廷より直接任官を受けることはなかった。これは朝廷に献金を行って備後守や三河守の官を得た父の織田信秀とは対照的である。
信長は将軍・足利義昭を奉じて上洛した後も、弾正少忠や弾正大弼といった比較的低い官に甘んじている。しかし、足利義昭の追放後、急激に信長の官位は上昇した。天正2年（1574年）に参議に任官して以降、わずか3年で従二位・右大臣に昇進している。これは武家としては源実朝以来の右大臣任官であり、また信長以前にこれより上位の官職に生前任官した武家も、平清盛（太政大臣）・足利義満（太政大臣）・足利義教（左大臣）・足利義政（左大臣）の4人しかいなかった。しかし、信長は天正6年（1578年）4月に右大臣兼右近衛大将を辞した後は官職に就かず、以後4年の長きに渡って散位のままだった。
こののち2度にわたって信長の任官が問題となった。先ずは、天正9年3月に朝廷より左大臣就任を求められるが、信長は正親町天皇の譲位を条件と返答するものの、結局のところ実現はなされなかった。2度目の天正10年4月から5月という時期は、その直前の3月に信長が甲州征伐で甲斐武田氏を滅ぼし、北条氏も実質的に信長に従属したことから、朝廷では当時、これをもって信長が関東を平定したものと解釈していたからである。
4月末には武家伝奏の勧修寺晴豊が京都所司代・村井貞勝の邸を訪れ、ふたりの間で信長の任官について話し合いが持たれた。勧修寺晴豊はこの件について、日記『晴豊公記』に書き記している。この話し合いのなかで、信長が征夷大将軍・太政大臣・関白のうちどれかに任官することが、朝廷側もしくは信長側から提案された（当時の役職は征夷大将軍が足利義昭、太政大臣が近衛前久、関白が九条兼孝であった）。
三職推任問題とは、この任官を提案したのが朝廷側だったのか信長側だったのかという問題である。
信長が将来的に朝廷をどのように扱おうと考えていたのかを考察する上での貴重な資料となりえる重大な問題だが、信長からの正式な回答が判明する前に本能寺の変が起こったため、信長自身がどのような構想を持っていたのかは永遠の謎となってしまった。

## 本文
（4月）
```
廿五日
天晴。
村井所へ参候。
安土へ女はうしゆ御くたし候て、太政大臣か関白か将軍か、御すいにん候て可然候よし被申候。
その由申入候。
```

（5月）
```
四日（中略）
のふなかより御らんと申候こしやうもちて、いかやうの御使のよし申候。
関東打はたされ珎重間、将軍
ニ
なさるへきよしと申候へ
ハ
、又御らんもつて御書ある也。
長庵御使にて、上らう御局へ御目かかり可申ふんなから、御返事申入候ハて御目かかり申候儀、いかヽにて御座候間、余に心え可申候由。
いかやうにも、御けさんあるへく候由申候へハ、かさねて又御両御所へ御返事被出候。（後略）
```

```
五日
大雨降。
今日も御けさんいまたなし。
なひきよりハ、御けさんあるへきよし被申候間まち申候。
はう ゝ より御きけんよく □ □ 候。
あすハ御けさんあるへく候よし候。
```

```
六日
天晴。
今日又上ろうより文被遣候。
せひとも御けさんあるへきよし申候へハ、御けさんあるへきよし候てまち申候。
□ん分候。
やかて　ゝ　御けさん也。
それ夕かた舟三そう申付られ六日のほり申候。
上ろうきぬ三ひき、見きよせう一そく、あちこつゝき五たん、大御ちの人への同前。
```

```
七日
よへより夜舟にて大津へつき申候。
坂本見物申候。
大津にてひるのやすミ。
それよりのほり申候。
上ろう局よりゑちこつゝき御すそわけと候て給候。
いなか一かまきはむ持候て御礼
ニ
参候。
村井
ニ
安土よりの返事。
鯉五ツ禁裏
より
下候。
```

## 解釈を巡る論争
信長と朝廷との関係については、対立関係にあったとする説（対立説）と融和的な関係にあったとする説（融和説）がある。谷口克広は、各説を以下のように分類している。
- 対立説…秋田裕毅、朝尾直弘、池享、今谷明、奥野高廣、立花京子、藤木久志、藤田達生
- 融和説…桐野作人、谷口克広、橋本政宣、堀新、三鬼清一郎、山本博文、脇田修、高澤等

三職推任問題については、対立説（秋田、朝尾、今谷、藤木ら）では、信長が三職推任に明確に反応しなかったのは、朝廷離れの姿勢、もしくは朝廷への圧迫を示したものとする。秋田は、「天皇を自分の権力機構に組み込もうとするため」と見、朝尾は「官位制度の枠外に立つことで朝廷の枠組みから解放されようとした」とし、今谷は「官職就任を天皇の譲位と交換条件にしたため」としている。融和説（谷口、橋本、堀、脇田ら）では、朝廷離れの姿勢を示したものではないとされる。谷口は、左近衛中将の足利義昭への対抗として右近衛大将に任官した以上、信長にとって官位は不要だったとする。ほか、宮廷儀礼から解放されるため（脇田説）、織田家当主とした信忠の方の官位昇進を望んだため（堀、谷口の説）、非公式に太政大臣就任を了承していた（橋本、脇田説）などの見方がある。高澤は「御湯殿上日記」に、信長は二度目の馬揃えの後に誠仁親王の即位の時に官位を受けると明言した記事があることを指摘し、単に時期的なもので問題というほどのものではないとする。
三職推任問題については、双方の説も朝廷主導と見るのが有力であったが、立花京子が信長の意思であるとの新説を提唱し、論争となった（下記）。なお、三職推任問題については、条件提示が本能寺の変直前であったために時間がなくて返答できなかったとも考えられる。

### 発言者は誰か
従来伝承されていた『晴豊公記』は、天正10年4月分から同年9月分が欠けていたが、1968年（昭和43年）岩沢愿彦が内閣文庫（現国立公文書館）にあった『天正十年夏記』が『晴豊公記』断簡であることを発表した。岩沢の解釈では、「太政大臣、関白、将軍の三職いずれかに推任するのがよい」と言った主体を（正親町天皇の意向を受けた）晴豊としており、以後もこの解釈を受け、信長はこの天皇の意向を突っぱねたとする説が通説化していた。
ところが、歴史研究家の立花京子が晴豊の日記全体の「被申候」使用例を分析した結果、村井貞勝の言葉と解釈し、独断専行を嫌う信長に無断で貞勝が発言するはずがないとし、信長の将軍任官の意向を踏まえたものであったと主張したことにより、歴史学者の間で賛否両論の論争となった。また立花説では、5月4日付けの記事にある「将軍になるべき」との晴豊の言葉を朝廷公式の意向であったとし、「御らん」（森蘭丸）を派遣した信長の意図を真意を隠しわざと当惑して見せたものとする。立花はこの解釈に基づき、三職推任を信長の勝利と位置づけ、朝廷が拒めなかったものとした。
今谷明は立花説の解釈に立脚しながら、信長は朝廷の権威に屈服し中世的権力関係を指向せざるをえなかったとしている。
一方、堀新は『晴豊公記』の5月4日付けの記事や、『誠仁親王消息』などの資料から、三職いずれかなどという曖昧な推任をしたのは誰も信長の真意を理解していなかったための行動であり、貞勝と信長との間にこの件に関する打ち合わせをした形跡がないことなどから、三職推任は信長の意向とは言えず、5月4日の晴豊の言葉も晴豊個人の見解であると反論している。

### 信長の返事の内容
この論争は現在も継続しており、いまだ定説と見なされる見解は確定していない。

#### 太政大臣説
根拠
- 信長が平氏を自称し、平清盛と同じ旗印を用いていること
- 2月に太政大臣に就任したばかりである近衛前久が、5月になって急に辞任していること
- 本能寺の変後の7月17日、羽柴秀吉から毛利輝元に宛てられた手紙において、秀吉が信長のことを「大相国」と呼んでいること
- 10月、朝廷において、信長に対する太政大臣贈官が論じられたこと
- その結果、朝廷から出された贈官の宣命には「重而太政大臣」の語句があり、これを太政大臣の辞令が出されたのが2度目であると解釈するなら、1度目の辞令は三職推任問題の時に既に太政大臣就任の内諾を信長から得た時、非公式に出されていたと解釈できること[6]。

#### 関白説
根拠
- 『明史』巻322・外国3「日本伝」より、豊臣秀吉の条

日本故有王、其下称関白者最尊、時以山城州渠信長為之。
（日本にはもと王あり、そのしたに関白と称する者ありて最も尊し。時に山城州のかしら、信長をもってこれと為す。 ）

#### 征夷大将軍説
根拠
- 晴豊が『晴豊公記』で「将軍になさるべき」と書いていること

立花京子、小和田哲男などが賛同している。
一方、三職推任問題を直接扱った論考ではないが、この当時の征夷大将軍は足利氏の家職であり、「足利氏（この場合は足利義昭またはその子弟）以外の将軍はありえない」という認識が社会に定着していたことを朝廷が一貫して足利義昭の将軍解任に踏み切らなかった理由と捉え、たとえ信長が将軍に就任しても反信長勢力がこれを認めず義昭を将軍として認め続ければ意味がない（明応の政変で将軍を解任された足利義稙は彼を支持する大名からは将軍として認められ続け、遂には上洛・復権を果たしている）以上、信長が将軍就任を希望するメリットは乏しいとする木下昌規の指摘がある。

#### 辞退説
根拠
- 「御両御所へ御返事被出候」＝信長は正親町天皇と誠仁親王に返事をすると言い、村井に返事が行ったにもかかわらず、以降、朝廷に信長任官のための動きが何も見られないこと
- 信長が以前に右大臣兼右近衛大将を辞官したとき、「まさに万国安寧四海平均の時、重ねて登用の勅命に応じ～」と言っており、まだ万国安寧四海平均＝日本を統一する前に任官する理由がないこと

堀新、谷口克広、藤井譲治などがこの説をとっている。
もっともこの説には、過去の経緯から、自身の就任を辞退して代わりに信忠の昇進を求める可能性も含まれる。また、天下統一後になんらかの官職に任官したか、無官のままか、それとも天皇よりも上を目指したかなど、その後の信長がとったであろう動きにもさまざまな見解がある。
堀新は勅使に同行した勧修寺晴豊の日記「天正十年夏記」(晴豊記の断簡)で信長の官職のことを触れていないこと、信長上京の時に朝廷に除目をめぐる動きがないことをもって就任を断ったのであると断定している。